# Bogart (Georgie)
Bogart je město v Clarke County, a v Oconee County, v Georgii, ve Spojených státech amerických. V roce 2011 žilo ve městě 1040 obyvatel.

## Demografie
Podle sčítání lidí v roce 2000 žilo ve městě 1049 obyvatel, 425 domácností a 309 rodin. V roce 2011 žilo ve městě 501 mužů (48,3%), a 539 žen (51,7%). Průměrný věk obyvatele je 37 let.